# Carlos Lujano
Carlos Javier Lujano Sánchez (Caracas, Venezuela, 14 de julio de 1991) es un futbolista venezolano que juega como defensa en el Deportivo Rayo Zuliano de la Primera División de Venezuela.

## Deportivo Táchira
En la temporada 2013-14 fue oficializado como nuevo jugador del Deportivo Táchira.

## Clubes
| Club                   | País      | Año         |
| ---------------------- | --------- | ----------- |
| Real Esppor Club       | Venezuela | 2010 - 2012 |
| Monagas S. C.          | Venezuela | 2012 - 2013 |
| Deportivo Anzoategui   | Venezuela | 2013 - 2014 |
| Deportivo Táchira      | Venezuela | 2014 - 2017 |
| Oriente Petrolero      | Bolivia   | 2017        |
| Deportivo Táchira      | Venezuela | 2017        |
| Carabobo FC            | Venezuela | 2018        |
| Deportivo Táchira      | Venezuela | 2019        |
| Técnico Universitario  | Ecuador   | 2019 -2020  |
| Atlético Venezuela     | Venezuela | 2020-2021   |
| Carabobo FC            | Venezuela | 2021-2024   |
| Deportivo Rayo Zuliano | Venezuela | 2025-       |

## Palmarés
| Título           | Club                 | País      | Año     |
| ---------------- | -------------------- | --------- | ------- |
| Primera División | Deportivo Táchira FC | Venezuela | 2014/15 |
| Torneo Apertura  | Carabobo FC          | Venezuela | 2024    |